# زنبقي غاريقوني أمريكي
الزنبقي الغاريقوني الأمريكي أو الزنبقي الفطري (الاسم العلمي: Agaricocrinus americanus) هو نوع منقرض من زنبق البحر معروف فقط من الحفريات والذي تواجد في الولايات المتحدة من ولاية إنديانا وتينيسي وكنتاكي. ويعود تاريخه إلى فترة المسيسيبي المبكرة منذ حوالي 345 مليون سنة.

## الأسرة الأحفورية
واحد من المواقع التي من المعروف أن الزنبقي الغاريقوني الأمريكي هو تشكيل Edwardsville في محيط Crawfordsville مقاطعة مونتغومري في إنديانا في الولايات المتحدة. في هذا السرير الغني الأحفوري تم العثور على أحافير ستين نوعا من زنبق البحر موزعة على أكثر من أربعين جنسا. ويعتقد أن الأنواع المختلفة لها سيقان طول مختلفة بحيث يمكنها التقاط العوالق المنجرفة في الماضي على ارتفاعات مختلفة فوق الركيزة. تم تشكيل الأسرة الأحفورية في وقت كان قاع البحر فيه أعلى بكثير مما هو عليه اليوم. ويعتقد أن زنابق البحر دفنت في الرسوبيات من الدلتا القريبة أثناء العواصف. الرواسب الطينية الناتجة تكون ناعمة بما فيه الكفاية ليتم استخراج الحفريات بشكلها الثلاثي الأبعاد.
تم العثور على حفريات أخرى من هذا النوع في الصخور الرسوبية مماثلة في وايتس كريك في مقاطعة ديفيدسون في تينيسي من صخور الأوساجين في كنتاكي ومؤخرا من تشكيل فورت باين بالقرب من الحدود بين تينيسي وكنتاكي. تم العثور على اختلافات مورفولوجية معينة بين العينات المختلفة من هذه المواقع المختلفة، وكثيراً ما اعتبرت الاكتشافات الجديدة كأنواع جديدة.
درس ديفيد ماير وويليام أوشيس جنس الزنبقي الغاريقوني في عام 1997 واقترحوا أن A. arcula A. dissimilis، A. elegans، A. podagricus، A. ponderosus، A. profundus و A. tugurium هي مرادفات الزنبقي الغاريقوني الأمريكي.
وهناك نوع مرتبط ارتباطا وثيقا ولكن أقل شيوعا هو الزنبقي الغاريقوني السميك.